# 차유미
차유미(1979년 12월 21일 ~ ) 여성 5인조 그룹 베이비복스의 원년멤버이다. 자신의 삼촌이자 양파의 '애송이의 사랑'을 작곡한 작곡가 신성호에게 제의를 받아 베이비복스의 메인 보컬로 합류했다. 1997년 10월, 후속곡 머리하는날로 활동할 당시 발목부상으로 인해 팀에서 탈퇴하였다. 차유미의 빈자리는 간미연이 대신하게 되었다.
- 현재는 미국에서 Lola Fair라는 이름으로 동생과 함께 'LFBJ'라는 듀오를 결성.
- 2008년 디지털 싱글 'Digital Love'를 발매하여 활동했다.
- 현재는 작곡가로 활동하고 있으며 2009년 보아의 미국 앨범과 2014년 슈퍼주니어의 앨범에 작곡가로도 참여했다.

## 출신학교
- California State University, Northridge 미술 전공

## 앨범

### 베이비복스
- 1집(1997): Equalizeher

### LFBJ
- EP 'Digital Love' (2008)